# КСВК
КСВК е руска голямокалибрена снайперска винтовка създадена от колектив конструктори на завод „Дегтярьов“ в Ковров на базата на винтовката СВН-98.

## Описание
Винтовката е предназначена за поражение на небронирана и лекобронирана техника и оборудване на противника на разстояние до 1000 метра, а също и жива сила на противника на разстояние до 1500 метра.
Винтовката КСВК представлява несамозарядно голямокалибрено пълнително оръжие, компоновано по схемата булпъп. Затварянето на ствола се осъществява надлъжно от плъзгащо-въртящ се затвор, подаването се осъществява от сваляем пънител – кутия за 5 патрона. Винтовката има стандатртна странична планка за закрепване на прицели и на нея може да се поставят различни дневни и нощни прицели. Освен това, винтовката има открити прицелни приспособления в като резервни. Сгъваемите опори са разположени под ствола на специална основа, на ствола е разположен мощен дулна спирачка-компенсатор, приклада има дървена подложка за под бузата и гумен край-амортизатор.

## Варианти и модификации
- СВН-98 – опитен вариант[2], разработена в средата на 1990-те години от колектив конструктори на СКБ завода В.А. Дегтярьов (Е. В. Журавльов, М. Ю. Кучин, В. И. Негруленко и Ю. Н. Овчиников)[3][4]
- КСВК[3]
- АСВК (индекс ГРАУ – 6В7)

## Страни-експлоататори
- Русия